# Denis Poculot
Denis Poculot, Sieur de Blessis, var en fransk gifthandlare. Han var en av de åtalade i den berömda giftmordsaffären.
Han var verksam som alkemist. Han kidnappades 1678 av markis de Termes, som höll honom fången på sitt slott för att tvinga honom att avslöja var filosofens sten fanns. 
Den förgiftade petition Catherine Montvoisin ämnade lämna till kungen före sin arrestering 1679 handlade om att be kungen ingripa för att få Termes att frige Poculot. Han dömdes till gallärerna. 